# Swartzia santanderensis
Swartzia santanderensis é uma espécie vegetal da família Fabaceae.
Apenas pode ser encontrada na Colômbia.